# Eastern Arc Mountains

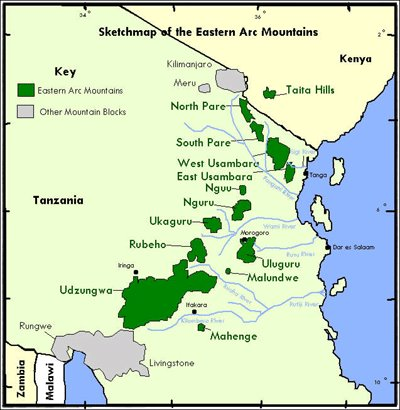
de Eastern Arc Mountains (donkergroen)

De Eastern Arc Mountains ("Oostelijk (cirkel)booggebergte") zijn een bergketen in Tanzania en Kenia, ten oosten van de Grote Slenkvallei. Het omvat ruwweg van noord naar zuid de volgende gebergten:
- Taitaheuvels
- Noordelijk Pare-gebergte
- Zuidelijk Pare-gebergte
- Oostelijk en westelijk Usambaragebergte
- Nguugebergte
- Ngurugebergte
- Ukagurugebergte
- Ulugurugebergte
- Rubehogebergte
- Udzungwagebergte
- Mahengegebergte

Op de Taitaheuvels na bevinden deze gebergten zich allemaal in Tanzania.
De Eastern Arc Mountains zijn minstens dertig miljoen jaar oud. Doordat de geïsoleerde gebergten ook al zo lang regenwoud bevatten en een stabiel ecosysteem bieden, herbergen ze een zeer grote biodiversiteit, met een groot aantal endemische diersoorten (ruim 25% van de gewervelde diersoorten), zoals de zeldzame en bedreigde vogelsoorten amanihoningzuiger (Hedydipna pallidigaster) en  udzungwabospatrijs (Xenoperdix udzungwensis). Verder komen er bijzondere zoogdieren voor waaronder de uhehefranjeaap (Piliocolobus gordonorum), de kipunji-aap (Rungwecebus kipunji) en de roodkopmangabey, (Cercocebus torquatus) en zeldzame spitmuissoorten zoals Rhynchocyon udzungwensis en Congosorex phillipsorum.